# Deineches hackeri
Deineches hackeri là một loài ruồi trong họ Ruồi giả ong (Syrphidae). Loài này được Ferguson mô tả khoa học đầu tiên năm 1926. Deineches hackeri phân bố ở miền Australasia